# КФ Дреница
„Дреница“ (на албански: Klub Futbollistik Drenica Skënderaj) е косовски футболен клуб от град Сърбица, частично призната държава Косово. Играе в Първа лига на Косово, най-силната дивизия на Косово.

## История
Клубът е създаден през 1958 година и оттогава играе в Суперлигата.
.
През 2006 клубът достига до финала за Купата на Косово.
Емблемата на клуба напомня емблемата на Армията за Освобождението на Косово.
Играе домакинските си мачове на стадион „Байрам Алиу“, Сърбица с капацитет 8000 зрители.

## Успехи
- Купа на Косово
  -  Финалист (1): 2006